# Piledriver (wrestling)

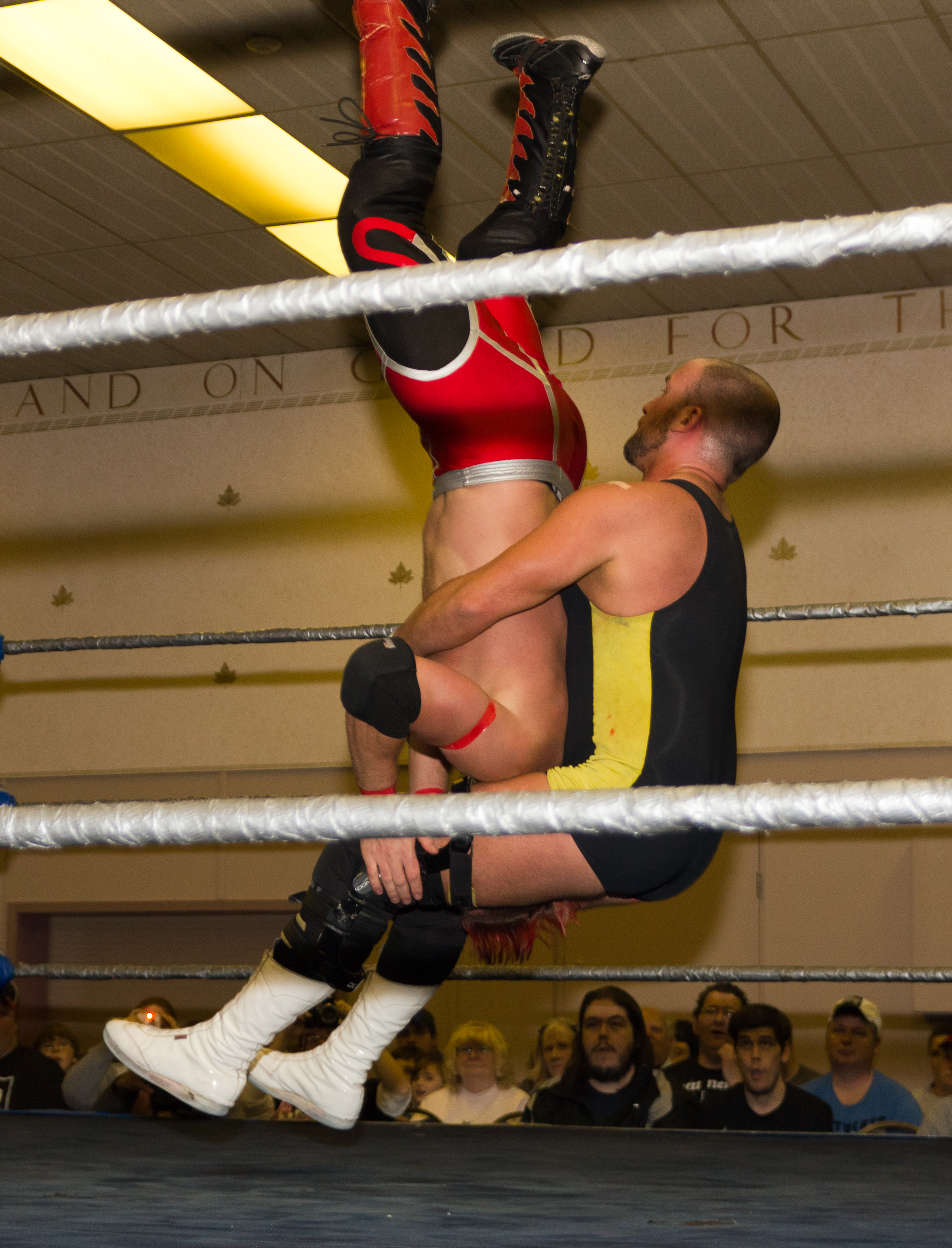
Przykład piledrivera – Jake O'Reilly Jumping piledriver.

Animacja ukazująca wykonanie piledrivera.

Piledriver (pol. kafar) – manewr w wrestlingu, w którym zawodnik wykonujący, odpowiednio chwytając i ustawiając przeciwnika głową do dołu, przy efektywnym przysiadzie lub skoku obala go na matę ringu – głową w pozycji pionowej. Technika jest o tyle niebezpieczna, gdyż często zdarzają się urazy kręgów szyjnych (kręgosłupa) oraz czaszki. W 2000 roku federacja WWF zakazała wykonywania tego rzutu swoim zawodnikom, z wyjątkiem zawodników, którzy otrzymali specjalne pozwolenie na akcje tego rodzaju.
Zawodnikami używającymi tego chwytu byli m.in.: The Undertaker, Frankie Kazarian czy Bret Hart. Technika ta została opracowana i spopularyzowana przez amerykańskiego zawodowego zapaśnika Billa Longsona, zaś sama nazwa chwytu (piledriver) nawiązuje do maszyny budowlanej – kafaru, gdyż sam manewr przypomina stawianie pali w ziemię.

## Warianty w wrestlingu

### Aided piledriver
Technika tag teamowa (drużynowa), w której jeden z zawodników pomaga drugiemu wykonać piledrivera. Czasem też używa się nazwy Spike piledriver.

### Argentine piledriver
Połączenie manewru Argentine backbreaker rack i piledrivera. Manewr rozpoczyna podniesienie przeciwnika jak w manewrze Argentine backbreaker rack po czym następuje przejście do piledrivera i obalenie przeciwnika.

### Avalanche piledriver
Każdy piledriver wykonany ze skokiem z narożnika ringu lub każdego innego podwyższenia.

### Back-to-belly piledriver
Znany również jako belly-to-back piledriver. Wrestler łapie za nogi przeciwnika w taki sposób, że znajduje się on za plecami wrestlera i dodatkowo w pozycji głową do dołu w taki sposób, że jego brzuch styka się z plecami wrestlera wykonującego manewr. W takiej pozycji wrestler wykonuje przysiad lub klęk obalając przeciwnika skierowanego głową do dołu.

#### Over-the-shoulder back-to-belly piledriver
Wrestler łapie przeciwnika w taki sposób by oponent trzymany był za nogę i za głowę, a przeciwnik znajduje się za plecami wrestlera w pozycji krzyżowej. Manewr ten spopularyzował Sheamus, który wykonywał ten manewr pod nazwą White Noise.

#### Pumphandle back-to-belly piledriver
Manewr rozpoczyna złapanie przeciwnika w pozycji pumphandle drop (przeciwnik chwytany jest za rękę, która umieszczona jest pod kroczem przeciwnika). Następnie wrestler podnosi przeciwnika i rzuca przeciwnika i rzuca na matę głową skierowaną pionowo.

### Cradle piledriver

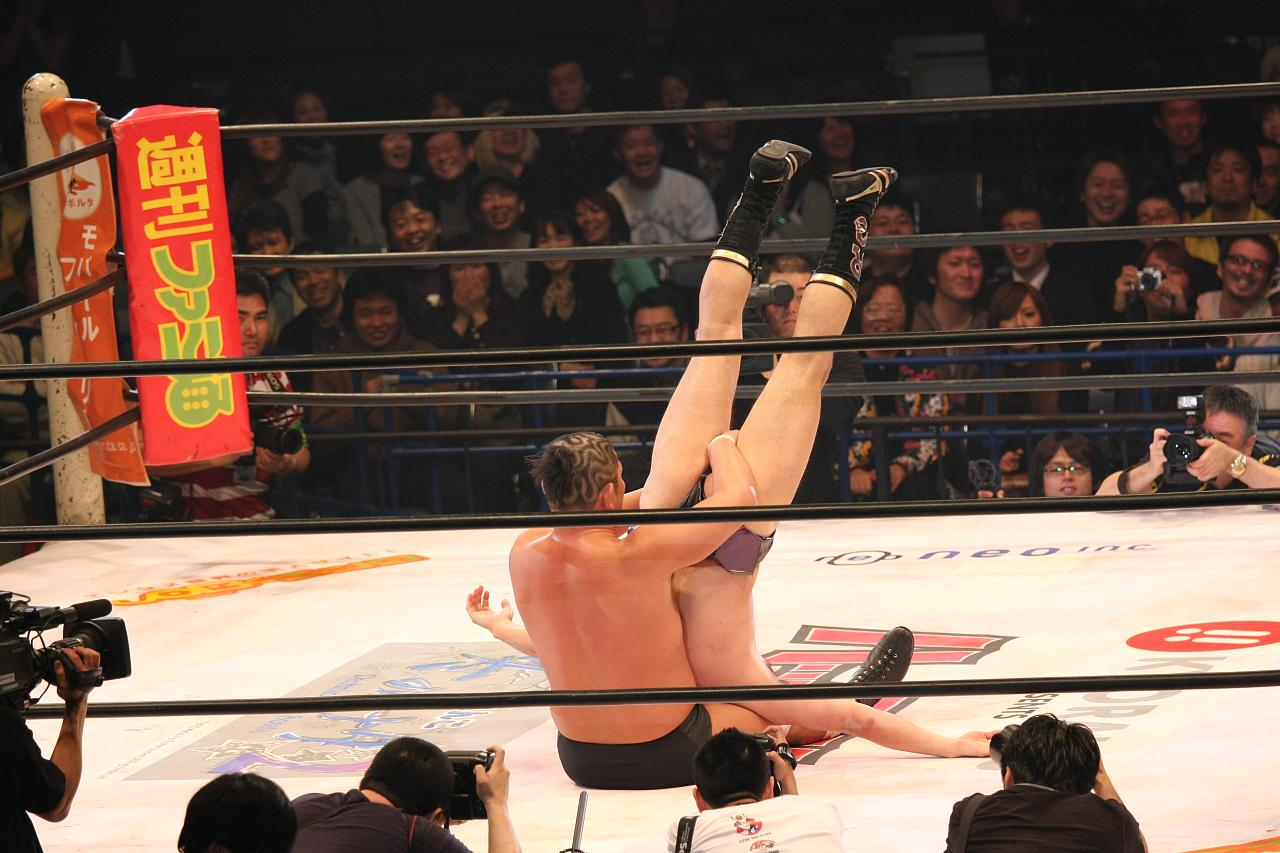
Minoru Suzuki wykonujący cradle piledriver.

Wrestler podnosi przeciwnika za pas jak do manewru powerbomb, przekłada ręce za udo przy kroczu przeciwnika, klinczując jednocześnie rękoma nogę oponenta – w tym czasie przeciwnik skierowany jest głową do dołu – po czym wykonuje przysiad z tak umieszczonym oponentem. Podobny manewr wykorzystywał japoński wrestler Minoru Suzuki, który używał tego działania jako finishera o nazwie Gotch-Style Piledriver.
Podobnym piledriverem jest Texas piledriver, jednak wrestler wykonujący działanie, trzyma przeciwnika za pas (brzuch) swojego oponenta, który skierowany jest głową do maty (i frontem do ringu).

### Cross-arm piledriver
Wrestler krzyżuje obie ręce przeciwnika między jego własnymi kolanami, po czym podnosi oponenta do pozycji pionowej i obala głową do maty ringu.

### Double underhook piledriver
Wrestler podnosi przeciwnika za ręce (klinczując je w pozycji underhook) w taki sposób aby oponent znajdował się w głową do dołu, po czym wykonuje przysiad obalając przeciwnika. Manewr ten bardziej znany jest jako Tiger Driver ’98. Jay Briscoe używał tego manewru pod nazwą Jay-Driller.

#### Double underhook back-to-back piledriver
Wariant double underhook piledrivera. Przeciwnik znajduje się za plecami wrestlera wykonującego manewr głową do dołu i frontem do ringu. Wrestler z tak umieszczonym oponentem wykonuje przysiad obalając przeciwnika. Manewr ten spopularyzowała japońska wrestlerka – Megumi Kudo, która wykonywała go pod nazwą Kudo Driver. Homicide wykonywał ten manewr pod nazwami: Gringo Killer Piledriver, Da Cop Killa i Da Gringo Killa. W federacji WWE manewr ten spopularyzował Gregory Helms pod mianem Vertebreaker. Cody Rhodes używał tego manewru pod nazwą Din’s Fire.
W kwietniu 2003 r. federacja WWE zakazała wykonywania tego manewru. Ale zastrzegła pozwolenia na wykonywanie działania tylko z pewnymi wyjątkami.

### Flip piledriver

Animacja ukazująca wykonanie manewru Canadian Destroyer (flip piledriver).

Bardziej znany pod nazwą Canadian Destroyer. Wrestler łapie przeciwnika za pas jak w pozycji do akcji powerbomb wykonując z oponentem szybki przewrót w przód. Przeciwnik ląduje głową na matę ringu. Manewr ten spopularyzował Petey Williams.

### Jumping piledriver
Działanie bardzo podobne i w zasadzie niemalże tożsame z działaniem aided piledriver (spike piledriver). Jeden wrestler trzyma przeciwnika głową do dołu – drugi wrestler skacze (np. z narożnika) chwytając za nogi oponenta i potęgując jego obalenie na matę ringu. Może to być również piledriver wykonany przez jednego zawodnika na drugim – wrestler wykonujący wykonuje standardowy piledriver, jednak dodatkowo wykonując z przeciwnikiem podskok w powietrzu.

### Kneeling piledriver
Piledriver wykonywany zamiast przysiadu, na klęknięcie oboma kolanami z obalanym przeciwnikiem – przeciwnik znajduje się frontem do ringu.

#### Kneeling reverse piledriver

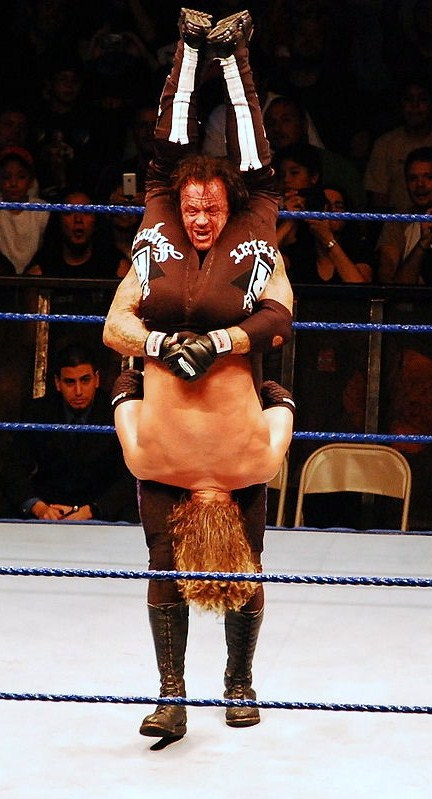
The Undertaker wykonujący swój sztandarowy finisher – Tombstone piledriver.

Najbardziej znany jako Tombstone piledriver. Działanie wykonywane w taki sam sposób jak podstawowy kneeling piledriver, jednak z jedną różnicą – wrestler trzyma przeciwnika twarzą do własnych kolan, a nie do ringu. Ten manewr najbardziej spopularyzował w wrestlingu amerykański zawodowy zapaśnik The Undertaker, a także jego „brat” w kayfabe – Kane, którzy wykonywali ten manewr jako własne finishery. Natomiast wrestlerem, który jako pierwszy użył tego manewru był Dynamite Kid.

### Kryptonite Krunch
Driver podobny do manewru over-the-shoulder back-to-belly piledriver. Wrestler przekłada głowę między kolana przeciwnika, po czym w taki sposób wynosi go do góry, chwyta oponenta jedną ręką za głowę, drugą zaś przytrzymuję jedną z nóg przeciwnika, po czym kończy manewr robiąc z oponentem znajdującym się w takiej pozycji przysiad.

### Package piledriver
Wrestler umieszcza głowę przeciwnika między własnymi kolanami, następnie chwyta go obiema rękami za tył ud, po czym podnosi do góry i robi z nim przysiad. Oponent znajduje się w pozycji skulonej, co przypomina niesienie pakunku, paczki – stąd nazwa manewru.

### Pulling piledriver
Standardowy piledriver jednak wrestler wykonujący ten manewr nie trzyma przeciwnika za pas głową do dołu – zamiast tego, zapaśnik wykonujący obalenie umieszcza głowę przeciwnika między własnymi kolanami, po czym naciąga oponenta za trykot lub spodenki, wykonując jednocześnie przysiad i obalenie oponenta głową do maty ringu. Manewr ten spopularyzował Mick Foley. Sami Callihan nadał temu rzutowi miano Cactus Driver honorując tym samym Micka Foleya, który często wykonywał go pod gimmickiem Cactusa Jacka.

### Reverse piledriver
(pol. odwrócony piledriver). Manewr podobny do Tombstone piledrivera jednak wrestler wykonujący działanie nie robi przyklęku a przysiad. Oponent znajduje się w takiej samej pozycji jak przy Tombstone piledriverze (odwrócony plecami do ringu).

#### Reverse tombstone piledriver
Wrestler wykonujący chwyta przeciwnika tak jak do manewru Tombstone piledriver, jednak przeciwnik kontruje jego manewr zamieniając tym samym wrestlera wykonującego manewr w ofiarę wykonywanego manewru. Innymi słowy to przeciwnik zawodnika, który chce wykonać rzut Tombstone piledriver, kontruje go i sam dokonuje na nim tego obalenia.

### Pumphandle reverse piledriver
Wrestler klinczuje swoje ręce – przekładając jedną rękę pod krocze przeciwnika, a drugą zaś za głowę i pod klatkę piersiową przeciwnika – tworząc chwyt, następnie wrestler podnosi przeciwnika do góry w takiej pozycji i szybko obala go głową do dołu na matę ringu. Tego manewru jako finishera używał Tony Nese w federacji WWE (pumphandle slam).

### Rope-assisted piledriver
W tej wersji atakujący wrestler umieszcza przeciwnika na podwyższonej powierzchni, zwykle na linach / narożniku / krawędzi ringu, podczas gdy przeciwnik jest pochylony do przodu na brzuchu wrestlera. Następnie atakujący wrestler odciąga przeciwnika od podwyższonej powierzchni, pozostawiając talię przeciwnika nad podwyższoną powierzchnią (tj. Linami ringowymi), co czyni go jedyną rzeczą poza wrestlerem, która utrzymuje przeciwnika nad ziemią. Następnie atakujący wrestler chwyta górną linę, jednocześnie odpychając się nogami od maty jak huśtawka, tak że przeciwnik jest zmuszony skoczyć do przodu na swoją głowę z dodatkową siłą ze względu na wysokość, z której został upuszczony.

### Scoop side piledriver
Wrestler podnosi przeciwnika jak w manewrze powerslam (chwyta oponenta za część lędźwiową przekładając pod jego krocze jedną rękę, a drugą ręką łapie za łopatkę, wynosząc go do góry) po czym obala przeciwnika głową do maty ringu. Podczas obalenia przeciwnika ląduje równolegle, obok wrestlera wykonującego manewr (pozycja side). Manewr ten spopularyzował japoński wrestler Eiji Ezaki występujący jako „Hayabusa”, który nazwał ten rzut mianem H Thunder.

### Scoop slam piledriver
Manewr wykonywany tak samo jak Scoop side piledriver, jednak przeciwnik nie znajduje się równolegle do wrestlera wykonującego manewr, a zostaje obalony głową do maty ringu, będąc frontem do zapaśnika wykonującego manewr. Istnieje również wariant Sitout scoop slam piledriver – wrestler wykonujący w taki sam sposób wynosi do góry przeciwnika, jednak podczas obalenia robi z nim dodatkowo przysiad na matę ringu.

### Tombstone Piledriver

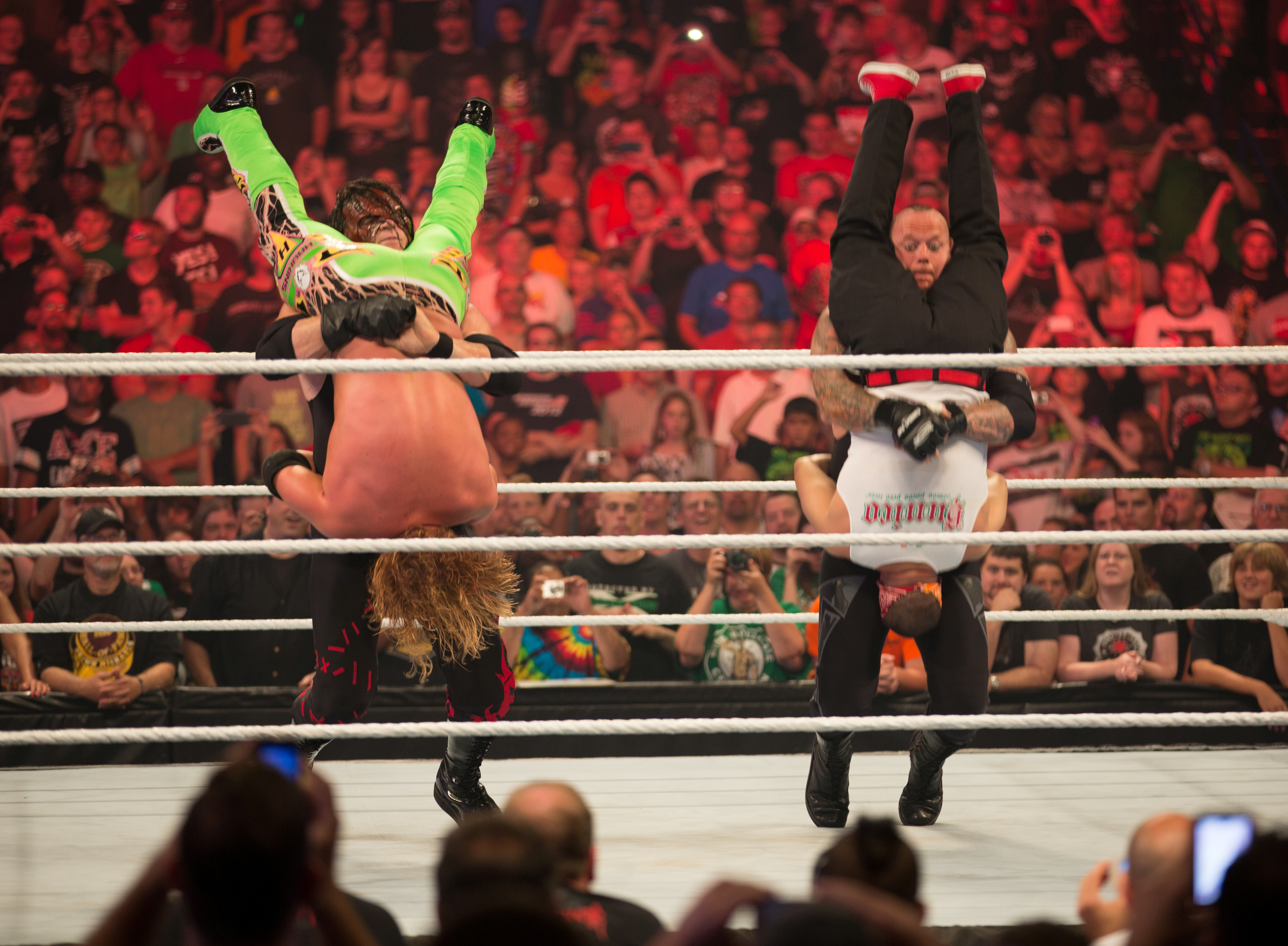
Kane (z lewej) i The Undertaker (z prawej) wykonujący tombstone piledriver na Curcie Hawkinsie i Hunico.

(z ang. tombstone – nagrobek) – Wrestler unosi przeciwnika i obejmując w talii ustawia go w pozycji głową w dół i prostopadle do podłogi. Następnie atakujący opada na podłogę przyjmując pozycję siedzącą tak aby sprawić wrażenie jakby przeciwnik uderzył głową o ziemię. Ruch ten jest finisherem Undertakera, który prawie zawsze po jego wykonywaniu próbował dokonać przypięcia, układając ręce przeciwnika w taki sposób, jak zwyczajowo układa się ludzi do trumny. Manewr ten jest ryzykowny. Był on przyczyną poważnej kontuzji Stone Cold Steve’a Austina, która zmusiła go do zmiany stylu walki i wielokrotnie odnawiała się, ostatecznie przyczyniając się do przejścia na emeryturę w wieku 39 lat.

### Verticalsuplexpiledriver
Zawodnik podnosi przeciwnika w taki sposób jak do rzutu Vertical suplex (przekłada jedną ręką pod gardło przeciwnika, drugą zaś chwyta za trykot lub spodenki przy biodrze oponenta, wynosząc go ku górze w taki sposób aby ten znajdował się w pełnej pozycji pionowej) po czym przechodzi do pozycji piledrivera obalając oponenta głową do maty ringu. Brian Cage wykonywał ten manewr pod nazwą Drill Claw. Z kolei Scott Steiner spopularyzował to obalenie pod nazwą Steiner Screwdriver.

### Wheelbarrow piledriver
Manewr podobny do rzutu Wheelbarrow facebuster. Przeciwnik wskakuje nogami między talię wrestlera (tak jak przy ćwiczeniu gimnastycznym zwanym „taczką”), który łapie go za pas, lekko wynosząc do góry, po czym obala go szyją i łopatkami do maty ringu.